# Posidonia sinuosa
Posidonia sinuosa là một loài thực vật có hoa trong họ Posidoniaceae. Loài này được Cambridge & J.Kuo miêu tả khoa học đầu tiên năm 1979.